# بيلو لو تريشارد (أورن)
بيلو لو تريشارد هي بلدية في أورن في شمال غرب فرنسا.